# Aref Aghasi
Aref Aghasi (sinh ngày 2 tháng 1 năm 1997) là một cầu thủ bóng đá người Iran thi đấu ở vị trí hậu vệ cho Foolad ở Persian Gulf Pro League.

## Danh hiệu
Tractor Sazi
- Shohada Cup (1): 2017